# Carrie de Swaan
Carrie Sophie de Swaan (Amsterdam, 17 april 1946 – aldaar, 30 januari 2010) was een Nederlandse documentairemaakster.
Ze is een dochter van Meik de Swaan en feministe Henny de Swaan-Roos. Haar broer Abram de Swaan is socioloog. Ze werd begraven op Zorgvlied. Op haar graf staat een grafsteen ontworpen door Alexandra Engelfriet. 
In eerste instantie ging ze voor het vak psychologie, ze deed daarvoor een studie aan de Universiteit van Amsterdam. Ze behandelde daarbij onder meer mensen, die in de crisiscentra belandden. Over haar ervaringen verscheen in 1976 het boekje Wie het weet mag het zeggen bij Uitgeverij Boom.  In 1977 was ze ook als docent gezondheidskunde, een van de ondertekenaars van een open brief ter aanvulling van/op de Wet bijzondere opnemingen in psychiatrische ziekenhuizen (BOPZ). Vlak daarna ondertekende ze een petitie tegen elektroshock als behandelondersteuning bij psychiatrische patiënten. In de beginjaren tachtig deed ze praktijkonderzoek voor een aantal artikelen in de Haagse Post, waarbij ze zich liet behandelen via zoals ze zelf omschreef "Lichaamsideologieën" en "geluksindustrie". In 1982 was ze een van de samenstellers van een boekwerk van fotografe Eva Besnyö, dat verscheen bij Feministische Uitgeverij Sara. In 1983 maakte ze samen met onder meer Ireen van Ditshuyzen en Saskia van Schaik deel uit het presentatieteam van het televisieprogramma Tijdverschijnselen van Ad 's-Gravesande. In 1985 ging verder de journalistieke kant op met een aantal artikelen over Mexico en Politiek en film voor het NRC Handelsblad, met in 1986 een interview met Johan van der Keuken, om verder te gaan met een serie artikelen over (vrouwen in) Japan.
In 1988 maakte ze de documentaire Kwartslag over de fotograaf Dolf Kruger (televisie) en een serie radioprogramma’s onder de titel Het voordeel van de twijfel over jazzpianist Loek Dikker, ook Nosh van der Lely (geluidsvrouw en echtgenote van Johan van der Keuken) en Josepha Mendels. In 1991 is van haar een documentaire te zien over de fotografe Emmy Andriesse (een vriendin van haar moeder). De film was te zien in het kader van de Nederlandse Filmdagen. In 1994 zond de VPRO haar documentaire Muziek is mijn adem... uit over zangeres Cathy Berberian. In 2009/2010 was ze bezig met een (tweede) documentaire over Willem Breuker, net als zij liefhebber van de muziek van Kurt Weill, en zijn collectief, toen een ziekte haar velde. 
Ander te noemen werk was Julius Eastman: Crazy nigger (een vastlegging van een concert voor zes piano’s), Sporen op het wad en Ceramics over kunstenares Alexander Engelfriet en portretten over Gisela May (Every song tells a story) en Benno Premsela (met muziek van Willem Breuker). 
- International Standard Name Identifier: 0000 0000 2676 8481
- Library of Congress Control Number: n82091800
- Nederlandse Thesaurus van Auteursnamen: 06875728X
- Virtual International Authority File: 38262540
- WorldCat: E39PBJpdPvJYwYJxG8MxCCrDv3